# 萧贡
萧贡（?—?），字真卿，咸阳人。
大定二十二年进士，歷官戎州判官，泾阳令，曾任监察御史等职，累迁国子祭酒兼太常少卿。以户部尚书致仕，時称“萧户部”。元好問稱萧贡“博学能文，不减前辈蔡正甫”，萧贡曾指出金朝大定年間形成了“国朝文派”，又称“中州文派”或“金源文派”，又說蔡珪为国朝文派奠基人。著有《史记注》等。

## 延伸阅读
[在维基数据编辑]
 《金史·卷105》，出自脱脱《遼史》